# 星新一
星新一（日语：／ Hoshi Shinichi，1926年9月6日—1997年12月30日），本名星親一 ，是日本科幻小说家。出生于東京府東京市本乡区曙町（今東京都文京区本駒込）。父亲是星藥科大学及星製藥的創建者星一，森鸥外为其外舅公（外祖母的兄長）。
星新一擅长微型小说，一生共创作微型小说1000多篇，其中不少构思奇特，情节曲折，文学价值与哲理意义俱备。其本人也被称为“微型小说之神”。代表作包括、等等。此外也有写实作品。他在日本与小松左京和筒井康隆并称“科幻御三家”。

## 生平
星新一1926年生于东京本鄉區，也是外曾祖父家所在地，后居住至1945年。先后在東京女子高等師範附小（今御茶水女子大学附小）、東京高等師範附中（今筑波大学附中）就读。读中学时适逢太平洋战争爆发。预计到当时由于英语被视为敌对方的语言而不再作为考试科目，在学校完全放弃英语而全力学习其他科目。结果跳级考入当时的東京高等学校。虽然在当时被称为高材生，但战后为弥补英语颇下了番苦功。上高中时曾住校一年，不过星新一对这段经历感到十分不快。
1948年毕业于東京大学農学部农业化学科。通过了当时的公务员考试但未被录用。并且还因此被讨厌官员的父亲所斥责。他后來在东大研究生院进修，随导师坂口謹一郎从事农业化学研究。
星新一在1949年在业余爱好者举办的杂志（同人誌）上刊登首篇作品《狐のためいき》。1951年父亲突然病逝，被迫从研究生院退学接管父亲的制药公司。当由于当时经营状况已经恶化，最终不可收拾。后始终忙于将公司转手的处理事务。关于公司倒闭的过程，可在其一书中略窥一二。这段人生经历即便多年以后对于星新一来说也是痛苦的往事，而不愿多加回想。他甚至提到在他的性格中之所以有一些自闭的倾向，也与此有关。公司转手后一度患病，曾在病床上读雷·布萊伯利的《火星纪事》并深受影响。出于对严酷现实的厌恶，他开始对空想事物，如飞碟，产生了浓厚兴趣。他经常参加当时的飞碟研究会的活动（参加这个研究会的还有三島由紀夫、石原慎太郎等人）。
离开公司后，他在成为职业作家以前，一直在家赋闲。每月收入有作为星薬科大学的非常勤理事的十万日元，生活無虞。1957年与在飞碟研究会认识的柴野拓美创立科幻杂志《宇宙塵》。第二期杂志中刊登的《セキストラ》为当时江户川乱步的负责编辑大下宇陀児所注意到，并被转载到了《宝石》杂志上。
1958年参加多岐川恭创建的青年推理小说社团“他杀俱乐部”。同时参加的还有河野典生、樹下太郎、佐野洋、竹村直伸、水上勉、結城昌治等人。
1960年作品刊登于《希区柯克杂志》，后《文春漫画读本》（文春漫画読本）也来邀稿。1961年与小牧芭蕾舞团的芭蕾舞女演员村尾香代子相亲结婚。1963年参加由福岛正实主持的日本科幻作家俱乐部。曾于其他科幻作家在新宿的中餐馆聚会闲聊科幻素材，并提出许多奇异的想法，引起激烈反响。
1960年代中期以后逐步奠定了在日本科幻界的巨匠地位。1980年曾任日本推理作家协会奖的评审，1983年以后创作骤减。1997年12月30日18時23分因肺炎病逝于東京，享年71岁。

## 作品特征
星新一作品的文学手法十分独特，一般会尽可能地淡化事物的特定性。比方说，他从不会写“100万日元”这样具体的数字，而是用“一大笔钱”、“山珍海味吃上好几顿才能花完的钱”来代替。在意图使故事独立于环境、社会、时代方面用心良苦。此外，只要有机会还会将不合时代的词汇／表达加以改写，比如把“拨电话”改为“打电话”等。暴力、色情场面几乎没有。不过据其本人描述这主要是为了更集中精力于有价值的地方，而不是出于某种道德上的动因。另外，其作品并不涉及时事，也会避免使用前卫的文学手法。具体的地名和人名基本不会出现。人物一般以“M氏”、“N氏”等形式登场，这几乎成为了其作品的关键词。不过，由于各个短篇的主人公处境、外貌、性格等迥异，并不会被认为是同一人物。
一些作品比较精确地预见到了未来世界的某些发展。如在（1970年）一篇中，描绘了一个未来社会中的计算机网络：人们将数据通过电话线传送给计算机进行管理；到处都有计算机，并由网络连接在一起；人们可以在任何时候任何地点通过计算机访问数据。
作品被翻译成20多种语言。一些涉及冷战的作品被同时翻译成英语和俄语，在美国和苏联都获得出版，显示了对其作品普遍性的广泛认同。
许多作品具有寓言性质，连本人也自称“当代伊索”。想法独特而不失自然，观点冷静而切中事物本质，赢得了许多读者青睐。许多作品往往成为学校课本、电视节目的题材。
星新一的作品也得到了许多文学批评家和作家的高度评价。浅羽通明曾在他的文学评论中屡次援引星小说中的故事，强调其作品是“无论什么时代都通用的、对普遍人性的批评”。筒井康隆则指出星以斯多亚学派为约束前提，其对人类的深刻理解、无尽的爱和多元化的姿态给他的作品以一种透明感。
星新一的1958年的作品《喂——出来》（おーい でてこーい）被选入中國人民教育出版社八年级下的语文教材。

## 星新一奖
2013年开始日本經濟新聞主办星新一奖（星新一賞），以短篇小说为主题募集作品，每年举办一次。获奖作品结集出版。